# Tarso
Tarso là một khu tự quản thuộc tỉnh Antioquia, Colombia. Thủ phủ của khu tự quản Tarso đóng tại Tarso Khu tự quản Tarso có diện tích 119 ki lô mét vuông. Đến thời điểm ngày 28 tháng 5 năm 2005, khu tự quản Tarso có dân số 6428 người.